# Nyikolaj Robertovics Budujev
Nyikolaj Robertovics Budujev (cirill betűkkel Николай Робертович Будуев) (Ulan-Ude, 1974. március 24. –) oroszországi politikus, 2016. október 5. óta az Állami Duma tagja Burjátföld képviseletében. Az Egységes Oroszország párt tagja.

## Pályafutása
Nyikolaj Budujev a középiskola után a Burját Állami Pedagógiai Intézet történelem szakán tanult tovább, ahol 1996-ban diplomázott. Ugyanebben az évben kezdett dolgozni asszisztensként a az egyetem politikatudományi és szociológiai tanszékén.
1998-ban új munkakörbe került, az elnöki kancellária és a kormány burjátföldi, a sajtóért, a tájékoztatásért és a társadalmi szervezetekkel való kapcsolattartásért felelős bizottságának tanácsadójává nevezték ki.
2006-ban Budujev V. F. Kuznyecovnak, az oroszországi Állami Duma képviselőjének asszisztense lett. 2010-től Ulan-Ude város önkormányzatának információs és elemző központját vezette. 2012-ben az MK v Burjatyii (oroszul МК в Бурятии, „MK Burjátföldön”) című kiadvány főigazgatója. 2014-ben a városi tanács tagjává választották.
2016-ban sikerrel indult a parlamenti választásokon az Egységes Oroszország jelöltjeként, és így 2016. szeptember 16-án az Állami Duma képviselője lett. 2021-ben újraválasztották; 2024-ig tartó mandátuma 2018. szeptember 19-én indult.

## Fordítás
Ez a szócikk részben vagy egészben  a(z)   Будуев, Николай Робертович című orosz Wikipédia-szócikk fordításán alapul.  Az eredeti cikk szerkesztőit annak laptörténete sorolja fel. Ez a jelzés csupán a megfogalmazás eredetét és a szerzői jogokat jelzi, nem szolgál a cikkben szereplő információk forrásmegjelöléseként.